# Eizō Sakuhinshū Vol. 3
Eizō Sakuhinshū Vol. 3: Tour Sui-Cup 2006-2007 The Start of a New Season je treći videoalbum japanskog rock sastava Asian Kung-Fu Generation, objavljen 21. ožujka 2007. pod izdavačkom kućom Ki/oon Records.
To je ujedno i njihov drugi DVD s nastupom uživo, snimanog na koncertu u Yokohama Areni 9. i 10. prosinca za vrijeme zimske turneje. Većina od ukupno 22 pjesme su s njihovog prethodnog albuma Fanclub. Također, na DVD-u se nalaze i snimke "iza scene", te probe i pripremanje za koncert.

## Popis pjesama
| Br. | Skladba              | Trajanje |
| --- | -------------------- | -------- |
| 1.  | »Senseless«          |          |
| 2.  | »Flashback«          |          |
| 3.  | »Mirai no Kakera«    |          |
| 4.  | »Siren«              |          |
| 5.  | »Mugen Glider«       |          |
| 6.  | »Blue Train«         |          |
| 7.  | »Black Out«          |          |
| 8.  | »Re:Re«              |          |
| 9.  | »Sakura Sou«         |          |
| 10. | »World Apart«        |          |
| 11. | »N.G.S.«             |          |
| 12. | »Entrance«           |          |
| 13. | »Rashinban«          |          |
| 14. | »Hold me tight«      |          |
| 15. | »Loop & Loop«        |          |
| 16. | »Understand«         |          |
| 17. | »Kimi to Iu Hana«    |          |
| 18. | »Kaigan Douri«       |          |
| 19. | »Konayuki«           |          |
| 20. | »Kimi no Machi Made« |          |
| 21. | »Rewrite«            |          |
| 22. | »Gekkō«              |          |

## Produkcija
- Masafumi Goto - vokal, gitara
- Kensuke Kita - gitara, prateći vokal
- Takahiro Yamada – bas, prateći vokal
- Kiyoshi Ijichi – bubnjevi